# Cylindrolaimus melancholicus
Cylindrolaimus melancholicus är en rundmaskart som beskrevs av De Man 1880. Cylindrolaimus melancholicus ingår i släktet Cylindrolaimus och familjen Axonolaimidae. Arten är reproducerande i Sverige. Inga underarter finns listade i Catalogue of Life.